# Bago-Bluff-Nationalpark
Der Bago Bluff Nationalpark (engl. Bago Bluff National Park) liegt im Bundesstaat New South Wales in Australien, etwa 410 km nordöstlich von Sydney und etwas südwestlich von Wauchope, von wo aus man über den Oxley Highway den besten Zugang zum Park hat. Er hat eine Fläche von 4023 ha und wurde im Januar 1999 unter Schutz gestellt.

## Allgemeines
Bago Bluff umfasst Teile des Broken Bago Staatsforstes und des Lome Staatsforstes. Im Nationalpark kann man weite Ausblicke über das Hastings Valley genießen. Im Gebiet wurden Versteinerungen gefunden. Im Bago Bluff Nationalpark fallen das ganze Jahr über Niederschläge. Die maximale Niederschlagsmenge, die an einem Tag gemessen wurde, beläuft sich auf 310,6 mm.

## Flora und Fauna
An Vogelarten kommen zum Beispiel der Flötenvogel, der Gelbbauch-Dickkopf, Fächerschwänze, Kookaburra, Fleckenpanthervogel und Dickschnabel-Würgerkrähe vor. Gefährdete Arten sind ferner der Braunkopf-Rabenkakadu, die Langschwanz-Fruchttaube, der Riesenkauz, die Neuhollandeule und die Rußeule.

Vogelarten im Bago-Bluff-Nationalpark
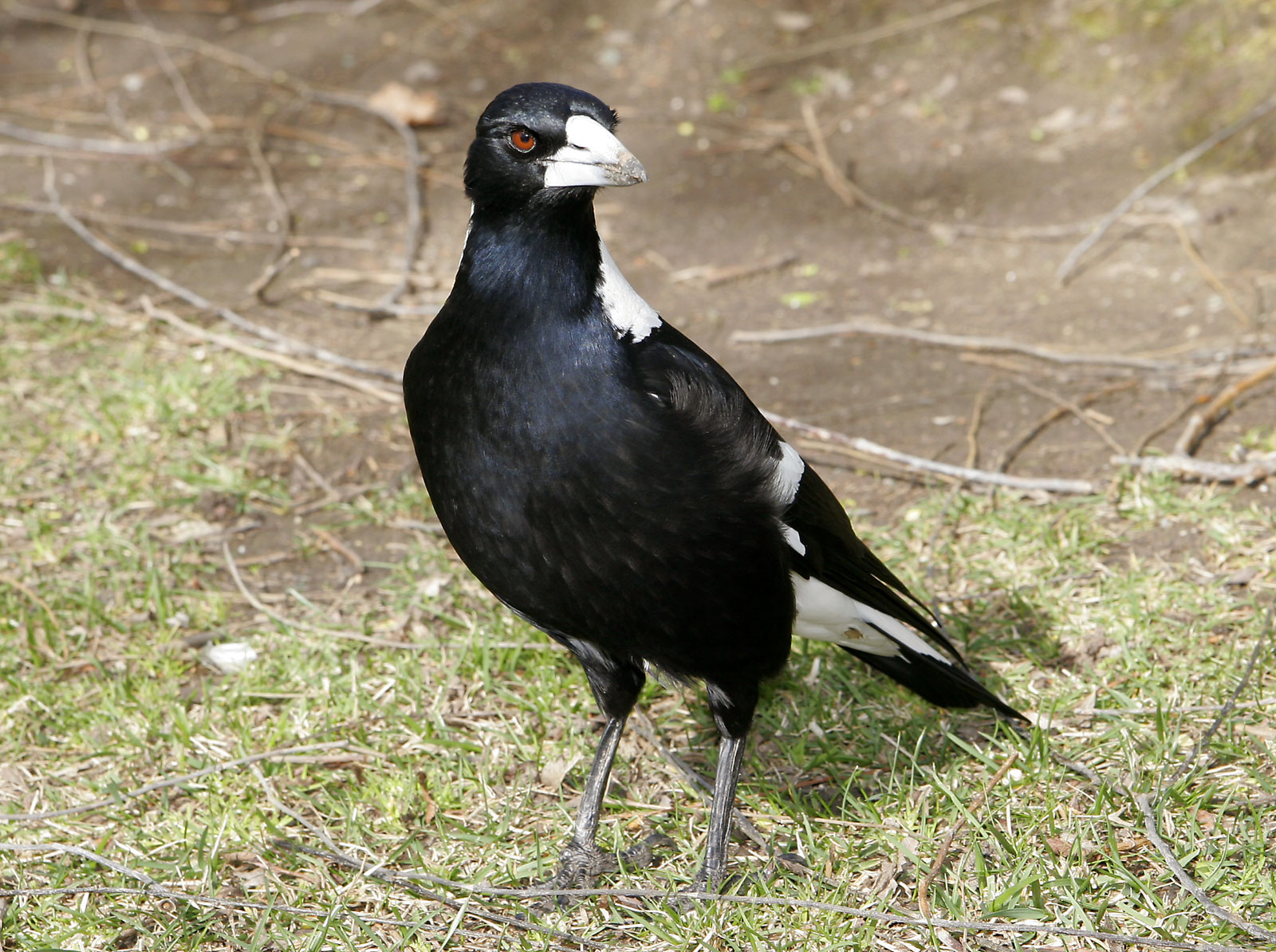
Flötenvogel
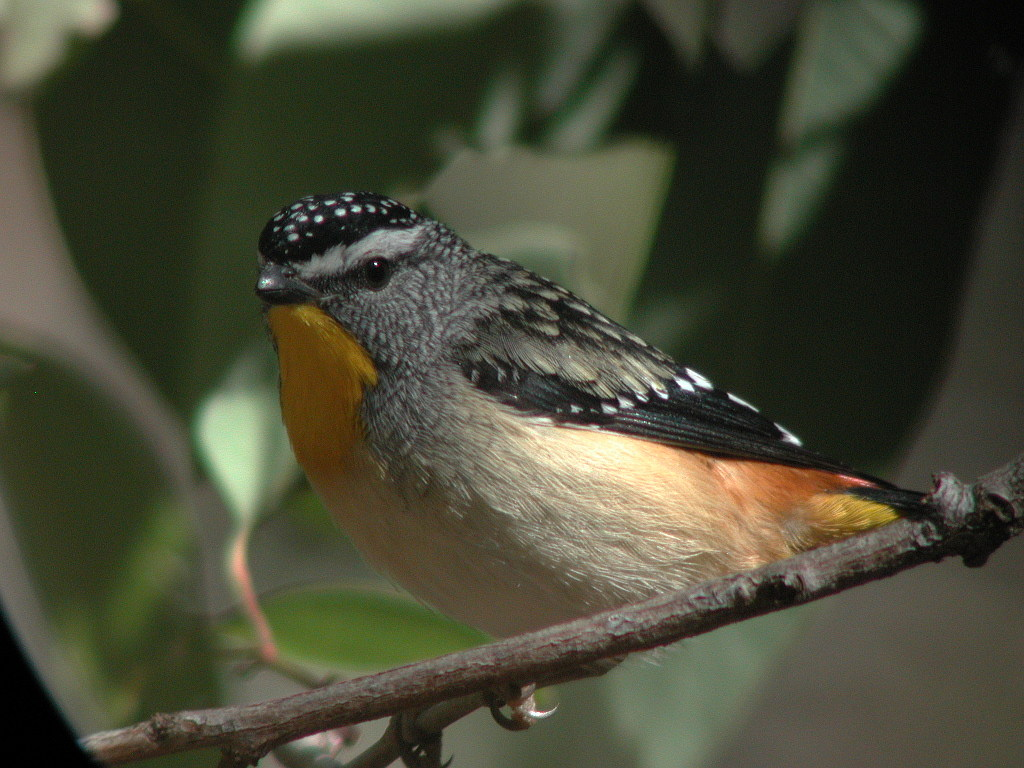
Fleckenpanthervogel
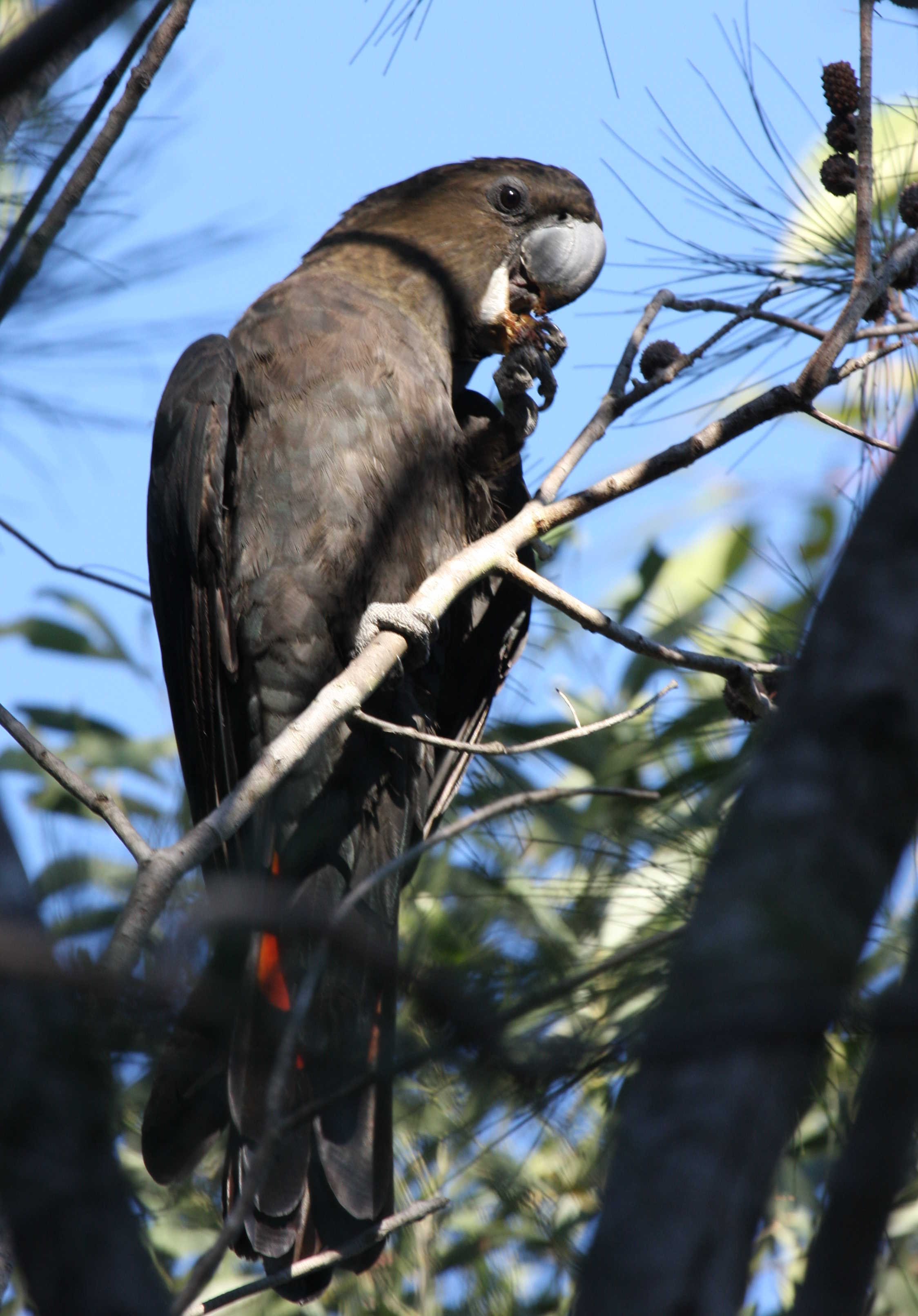
Braunkopf-Rabenkakadu
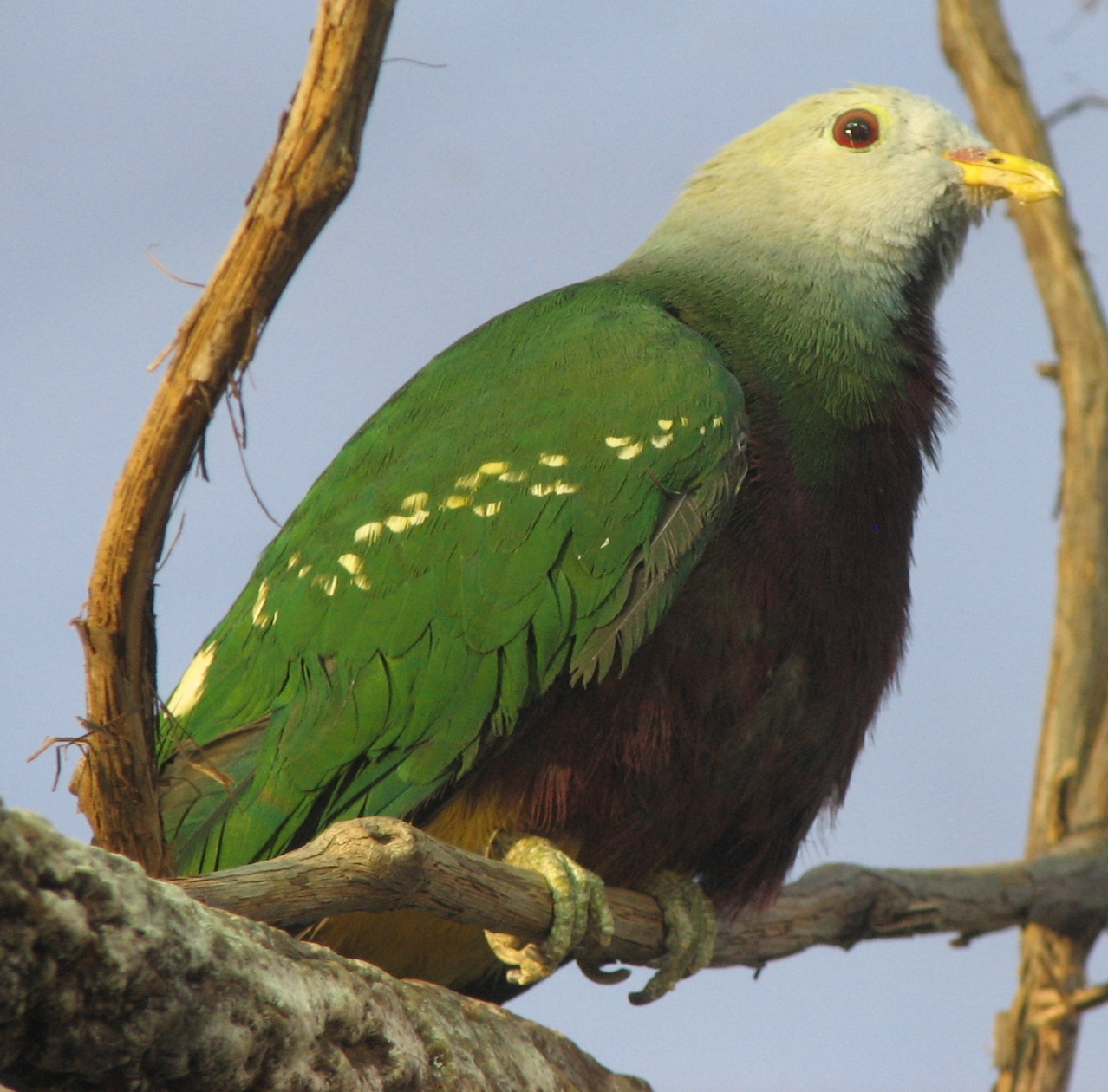
Langschwanz-Fruchttaube
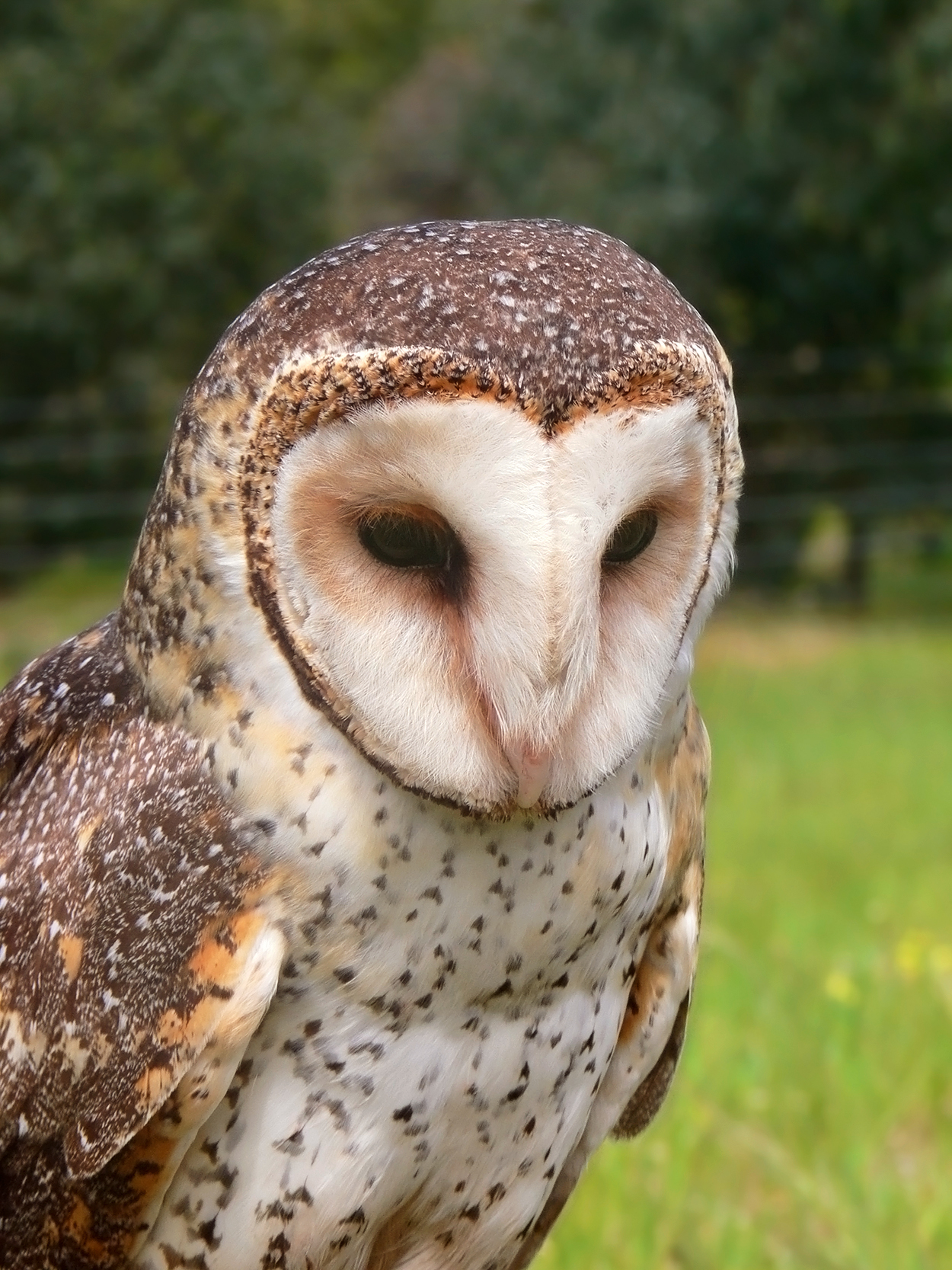
Neuhollandeule

## Weitere Schutzkategorien
Der Park umfasst auch die Pflanzenschutzgebiete Bago Bluff Flora Reserve und Six B Flora Reserve.